# Amanda (Ohio)
Amanda es una villa ubicada en el condado de Fairfield en el estado estadounidense de Ohio. En el Censo de 2010 tenía una población de 737 habitantes y una densidad poblacional de 948,52 personas por km².

## Geografía
Amanda se encuentra ubicada en las coordenadas 39°39′1″N 82°44′32″O / 39.65028, -82.74222. Según la Oficina del Censo de los Estados Unidos, Amanda tiene una superficie total de 0.78 km², de la cual 0.78 km² corresponden a tierra firme y (0%) 0 km² es agua.

## Demografía
Según el censo de 2010, había 737 personas residiendo en Amanda. La densidad de población era de 948,52 hab./km². De los 737 habitantes, Amanda estaba compuesto por el 96.61% blancos, el 0.95% eran afroamericanos, el 0% eran amerindios, el 0% eran asiáticos, el 0.14% eran isleños del Pacífico, el 0.54% eran de otras razas y el 1.76% pertenecían a dos o más razas. Del total de la población el 1.36% eran hispanos o latinos de cualquier raza.